# ویلیام دوج (ورزشکار)
ویلیام دوج (انگلیسی: William Dodge; ۷ ژانویهٔ ۱۹۲۵ – ۷ ژوئیهٔ ۱۹۸۷)از برندگان مدال‌های بازی‌های المپیک زمستانی اهل ایالات متحده آمریکا بود.